# جورج جاكس
جورج جاكس (بالإنجليزية: George Jacks)‏ هو لاعب كرة قدم بريطاني في مركز الوسط، ولد في 14 مارس 1946 في ستيبني في المملكة المتحدة. لعب مع إبسفليت يونايتد وكوينز بارك رينجرز ونادي غيلينغهام ونادي ميلوول.